# 东鱼河南支
东鱼河南支，位于山东省西南部，是东鱼河右岸的人工河道，西起曹县西北部庄寨镇的白茅西村，上接黄蔡河和南赵王河来水，向东北流至定陶县南部的冉堌镇均张庄村汇入东鱼河主干。全长89公里，流域面积1239平方公里。